# Psacalium goldsmithii
Psacalium goldsmithii là một loài thực vật có hoa trong họ Cúc. Loài này được (B.L.Rob.) H.Rob. & Brettell miêu tả khoa học đầu tiên năm 1973.